# 치아구 히베이루
치아구 히베이루(Thiago Ribeiro, 1987년 2월 24일 ~)는 브라질의 축구 선수로 현재 샤페코엔시에서 공격수로 뛰고 있다.